# Stadion der Freundschaft (Cottbus)
Pour les articles homonymes, voir Stadion der Freundschaft.
Le Stadion der Freundschaft est un stade de football situé à Cottbus en Allemagne dont le club résident est l'Energie Cottbus. Le stade dispose d'une capacité de 22 528 places.

## Utilisations du stade

### Équipe d'Allemagne de l'Est
L'équipe d'Allemagne de l'Est de football dispute deux rencontres au Stadion der Freundschaft. La RDA rencontre le 21 avril 1976, l'Algérie en match amical devant 8 000 spectateurs. La rencontre se termine sur le score de 5-0 en faveur de la RDA.
La deuxième rencontre a lieu le 21 septembre 1988 devant 11 000 spectateurs. La RDA rencontre lors d'un match amical, la Pologne. La rencontre se termine sur le score de 2-1 en faveur des Polonais.

### Équipe d'Allemagne féminine
L'équipe d'Allemagne de football féminin dispute deux rencontres au Stadion der Freundschaft. Les Allemandes rencontrent le 10 mai 2006 l'Irlande, lors d'un match des éliminatoires de la Coupe du monde devant 9 257 spectateurs. La rencontre se termine sur le score de 1-0 en faveur des Allemandes.
La deuxième rencontre a lieu le 21 septembre 2013 devant 10 031 spectateurs. Les Allemandes rencontrent lors d'un match des éliminatoires de la Coupe du monde, la Russie. La rencontre se termine sur le score de 9-0 en faveur des Allemandes.

### Équipe d'Allemagne espoirs
L'équipe d'Allemagne espoirs de football dispute une rencontre au Stadion der Freundschaft. Les Allemands rencontrent le 16 novembre 2004, la Pologne lors d'un match des éliminatoires de l'Euro espoirs devant 4 500 spectateurs. Les deux équipes se quittent sur un score nul de 1-1.

### Événements sportifs
Le Stadion der Freundschaft est l'hôte de la finale de la supercoupe de RDA le 5 août 1989 devant 22 000 spectateurs. Le match BFC Dynamo-Dynamo Dresde est remporté 4-1 par le BFC Dynamo.

## Événements
- Finale de la Supercoupe de RDA, 1989

## Galerie

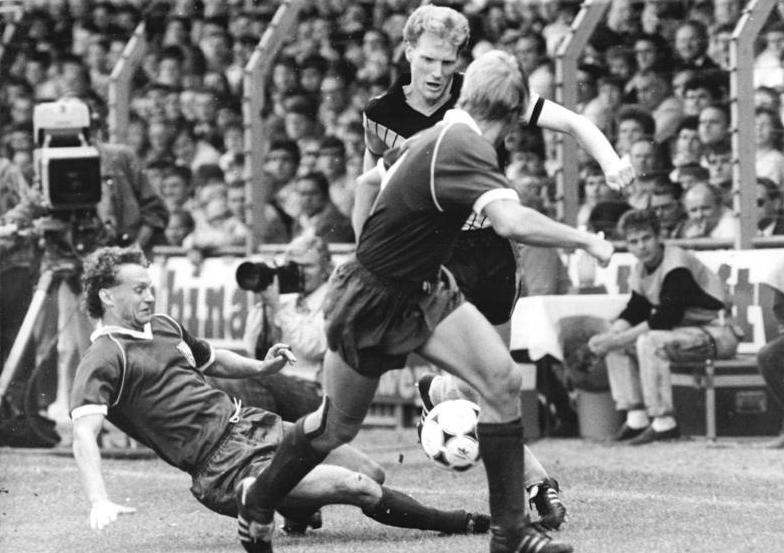
Finale de la Supercoupe de RDA 1989
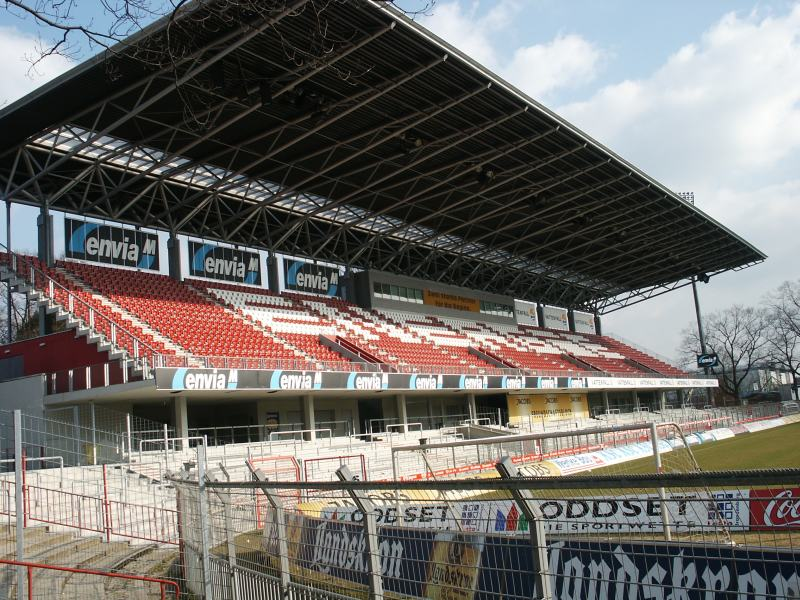